# Régent (Provinces-Unies)
Ne doit pas être confondu avec Régent.

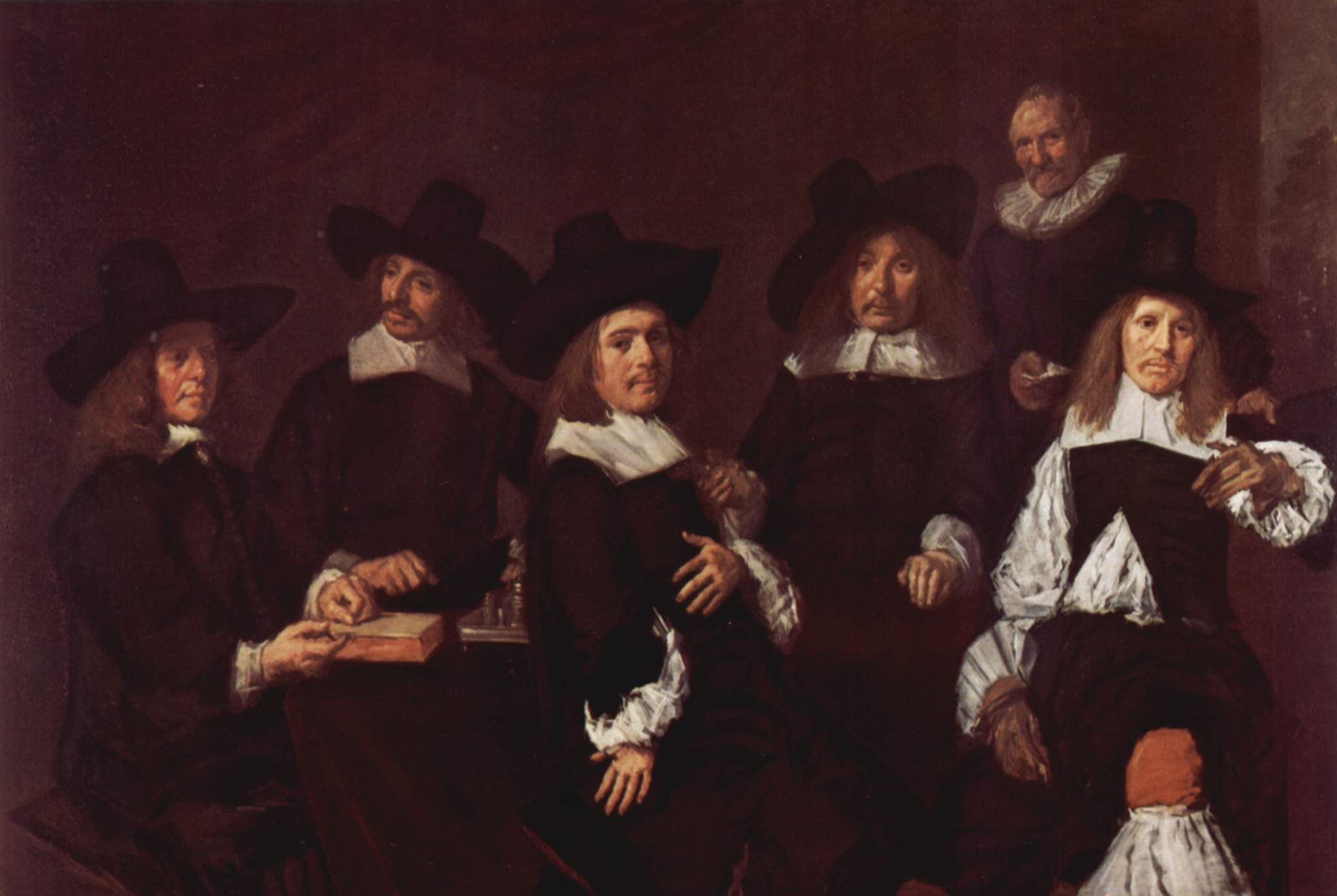
Portraits des régents de l'Oudemannenhuis de Haarlem, par Frans Hals (1664).

Les régents (en néerlandais : regenten) forment, aux XVIe, XVIIe et XVIIIe siècles, l'aristocratie des Provinces-Unies. Ils dirigent les Provinces-Unies en siégeant aux États généraux et provinciaux, aux conseils municipaux des villes néerlandaises ainsi qu'à la tête de certaines organisations. Ils ne constituent pas formellement une classe héréditaire, bien qu'ils en soient une de facto. À partir de la fin du Moyen Âge, les villes néerlandaises sont dirigées par les riches familles de marchands qui, peu à peu, constituent un groupe fermé. Les classes inférieures des guildes et des schutterijen pouvaient initialement contrebalancer l'influence des régents mais l'administration des villes a pris au tournant des années 1650 un caractère oligarchique. Les familles de régents se réservent les fonctions administratives au moyen d'arrangements quasi-formels. Leur influence n'a été rabaissée qu'à la faveur de la révolte orangiste de 1747 qui rétablit le stathoudérat et de la révolution batave qui chasse les régents en 1785.

## Origines
Les régents émergent à partir du XIIIe siècle sous l'influence de plusieurs facteurs. Les cités néerlandaises se sont développées à la fin du Moyen Âge grâce au commerce. Les bourgeois ont pu s'émanciper de leur situation en profitant des luttes entre la noblesse et les différents souverains des provinces, devenant ainsi une force importante, indépendante de la noblesse comme des souverains. Les nombreuses guerres de ceux-ci leur demandaient d'importants moyens financiers et ils avaient besoin du soutien de la bourgeoisie marchande alors en pleine expansion. Les souverains ont ainsi octroyé, en échange de ce soutien, des chartes communales à de nombreuses cités, garantissant leur autonomie dans leur administration interne.

### Formation de la classe régente
La nouvelle autonomie des cités néerlandaises a entraîné l'apparition de nouveaux dirigeants aux côtés de l'adjoint du souverain, le schout. Ces nouveaux conseillers sont souvent recrutés parmi les citoyens les plus aisés. Les habitants des villes médiévales considéraient que les hommes formant le conseil municipal (vroedschap) devaient être choisis parmi les hommes les plus intelligents, les plus influents et les plus riches de la population. Ils étaient vus comme les plus aptes à garantir la prospérité de la ville. Étant commerçants, ils devaient veiller à préserver la paix dans leur propre intérêt, celle-ci étant bonne pour le commerce, et étant déjà riches, ils étaient moins susceptible de détourner les fonds de la cité.

### Affermissement de leur puissance
Au début du XVe siècle, les ducs de Bourgogne resserrent leur emprises sur les villes du comté de Hollande, dont ils viennent de prendre possession. En diminuant l'influence des corporations dans les conseils municipaux, Philippe le Bon permet aux régents de contrôler définitivement l'administration urbaine. Les vroedschappen ont la possibilité de coopter leurs membres, plutôt que de procéder à des élections plus ouvertes. Les membres des conseils municipaux sont désignés à vie. Il en résulte une classe fermée, pratiquant souvent l'endogamie.
Chaque année, au mois de janvier, le conseil municipal désigne un ou deux nouveaux bourgmestres et échevins en établissant une liste dans laquelle le stathouder fait son choix. Ces magistrats, les (bourgmestres régents) sont souvent des membres du vroedschap, bien que cela ne soit pas une condition absolue. Les membres de ces conseils désignent également les représentantsde leur ville aux États provinciaux.
En 1581, les provinces du nord des Pays-Bas, révoltées contre Philippe II d'Espagne, proclament leur indépendance et la déchéance du roi. La souveraineté est désormais exercée par les États généraux et provinciaux. Les régents deviennent ainsi les dirigeants en fait et en droit des Provinces-Unies.

## Évolution sous la république

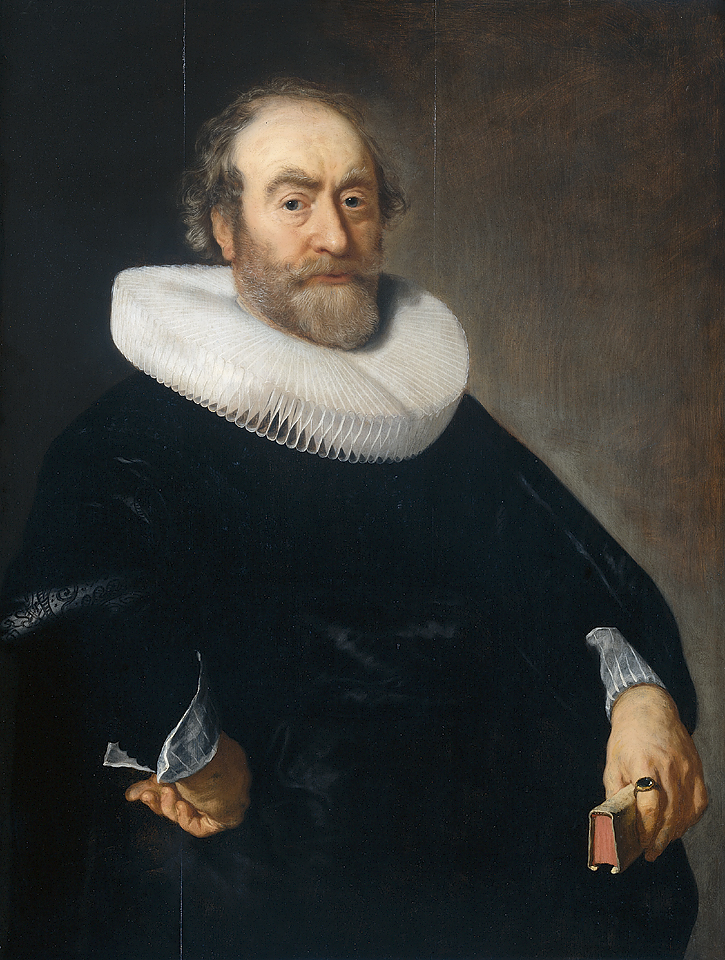
Portrait d'Andries Bicker, bourgmestre régent d'Amsterdam.

Peu de choses ont formellement changé dans l'organisation constitutionnelle de la république, comparé aux Pays-Bas espagnols. Par exemple, bien qu'il n'y ait plus besoin des stathouders puisqu'il n'y a plus de roi à représenter, la république leur a trouvé un nouveau rôle, ceux-ci recevant désormais leurs pouvoirs des États souverains des provinces. Dans plusieurs villes, les régents ont été purgés et remplacés par des partisans du nouvel ordre des choses. Ainsi, les catholiques ont été exclus et remplacés par des calvinistes.
Le nouveau groupe des régents fait partie de la nouvelle élite économique qui conduit les Provinces-Unies à une rapide prospérité économique durant le siècle d'or néerlandais. Les Provinces-Unies, et particulièrement la Hollande, deviennent l'entrepôt et les banques de l'Europe et les régents sont au cœur du système. Au début de la république, les régents sont encore un groupe assez ouvert et parler de classe serait abusif.
Bien que la pratique de la cooptation assure à ce groupe une certaine homogénéité, il est arrivé à plusieurs reprises que les agitations politiques entre les régents et les princes d'Orange entraînent le remplacement des régents, à l'image des purges des années 1570. Ces remplacements ont pour la plupart eu lieu lors des transitions entre période avec et sans stathouder :
- la purge des régents remonstrants après le coup d'État de Maurice de Nassau et le synode de Dordrecht en 1618[6] ;
- le remplacement des régents orangistes après la mort du stathouder Guillaume II et l'instauration de la première période sans stathouder[7] ;
- le retour des régents orangistes sur les partisans de Johan de Witt pendant le Rampjaar (1672)[8] ;
- le remplacement des régents orangistes par les régents républicains après la mort de Guillaume III en 1702 et l'instauration de la seconde période sans stathouder[9] ;
- la restauration du stathoudérat en 1747[10] ;
- la Révolution batave et la restauration du stathouder, qui les chassent à deux reprises, en 1785 et 1787[11] ;
- la proclamation de la République batave en 1795, qui leur permet de s'impliquer à nouveau dans la politique nationale[12].

Pour consolider son pouvoir, Guillaume III a encouragé les régents au pouvoir pendant son règne à conclure des accords mutuels, appelés contrats de correspondance, afin de réserver à leurs descendants et alliés les fonctions politiques les plus importantes. Lors des basculements de régence, de tels arrangements ont également été utilisés par leurs opposants. Ces pratiques ont refermé ces groupes sur eux-mêmes, accentuant l'intensité de l'opposition entre régents orangistes et régents républicains.
Au cours du XVIIIe siècle, les régents se sont peu à peu séparés de la classe marchande et ont constitué une classe de rentiers, contribuant à l'énorme augmentation de la dette publique née des guerres contre la France à la fin du XVIIe et au début du XVIIIe siècles. Leur intérêt s'oppose aux réformes politiques et surtout financières nécessaires pour faire face aux crises traversées par la république à partir de 1780. Cela a contribué à l'éclosion de la Révolution batave par les patriotes vers 1785 et la proclamation de la République batave en 1795. Les régents républicains constituent alors une force modérée entre les patriotes et les orangistes. Cette distinction tend à s'amenuiser à partir du règne de Louis Bonaparte et à disparaître à partir du retour du prince d'Orange à la fin de 1813.